# David Suzuki
David Suzuki (Vancouver, 24 de Março de 1936) é um acadêmico nipo-canadense, apresentador de programa de TV e ativista ambiental. Suzuki obteve seu doutorado em zoologia pela Universidade de Chicago em 1961 e professor no departamento de genética da Universidade da Colúmbia Britânica de 1963 até sua aposentadoria em 2001. Desde meados dos anos 1970,  Suzuki tem sido conhecido por sua série de TV e rádio e livros sobre a natureza e meio ambiente.Ele é mais conhecido como apresentador do popular programa da Rede de Televisão CBC, A Natureza das Coisas, visto em mais de 40 países. Ele também é conhecido por criticar os governos pela sua falta de ação para proteger o meio ambiente.
Ativista de longa data na luta para reverter a mudança climática global, Suzuki co-fundou a Fundação David Suzuki, em 1990, para trabalhar "para encontrar maneiras para a sociedade viver em equilíbrio com o mundo natural que nos sustenta." As prioridades da Fundação são: oceanos e pesca sustentável, mudanças climáticas, energia renovável, sustentabilidade e o desafio sobre a natureza da Suzuki. Ele também atuou como diretor da Associação das Liberdades Civis Canadense entre 1982 e 1987.
Suzuki foi premiado com o Prêmio Nobel Alternativo em 2009.

## Primeiros Anos de Vida
Suzuki tem uma irmã gêmea chamada Marcia, bem como outros dois irmãos, Geraldine (agora conhecida como Aiko) e Dawn. Filhos de Setsu Nakamura e Carr Kaoru Suzuki e naturais de Vancouver, no Canadá. Os avós maternos e paternos de Suzuki imigraram para o Canadá no início do século 20 a partir de Hiroshima e da Província de Aichi, respectivamente.
Terceira geração nipo-canadense, Suzuki e sua família foram confinados na Colúmbia Britânica durante a Segunda Guerra Mundial. Com efeito, em junho de 1942, o governo canadense vendeu o negócio da família Suzuki de limpeza a seco e, em seguida, confinou Suzuki, sua mãe e duas irmãs em um acampamento em Slocan, localizado no interior da Colúmbia Britânica. Seu pai tinha sido enviado para um campo de trabalho em Solsquinternment Camp.
Após a guerra, a família Suzuki, assim como outras famílias japonesas canadenses, foram obrigados a passar a leste das Montanhas Rochosas. Mudaram-se para Islington, Leamington e London Ontario, Ontário. Em algumas entrevistas, Suzuki explicou que ele deve ao pai o seu interesse pela natureza.
Suzuki estudou na Escola Primária de Mill Street e na Escola Secundária de Leamington antes de se mudar para London Ontário, onde ele cursou a Escola Secundária Central de London e onde ganhou a eleição para se tornar presidente do Conselho dos Estudantes com mais votos do que todos os demais candidatos somados.

## Carreira Acadêmica
Suzuki recebeu seu Bacharel em Artes pela Amherst College de Massachusetts, em 1958, e seu Doutorado em Filosofia da Zoologia na Universidade de Chicago em 1961.
No início de sua carreira de pesquisas estudou genética, usando os populares Organismo modelo Drosophila melanogaster, ou mosca da fruta. Para ser capaz de usar suas iniciais em nomear os novos genes que ele encontrou e estudou dominantes fenótipos sensíveis à temperatura. Ele era um professor no departamento de genética (indicado no Genethics seu livro: A Ética da Engenharia da Vida, 1988) na Universidade da Colúmbia Britânica durante quase quarenta anos (de 1963 até sua aposentadoria em 2001), e desde então tem sido professor emérito em uma pesquisa de instituto universitário.

## Carreira de Apresentador

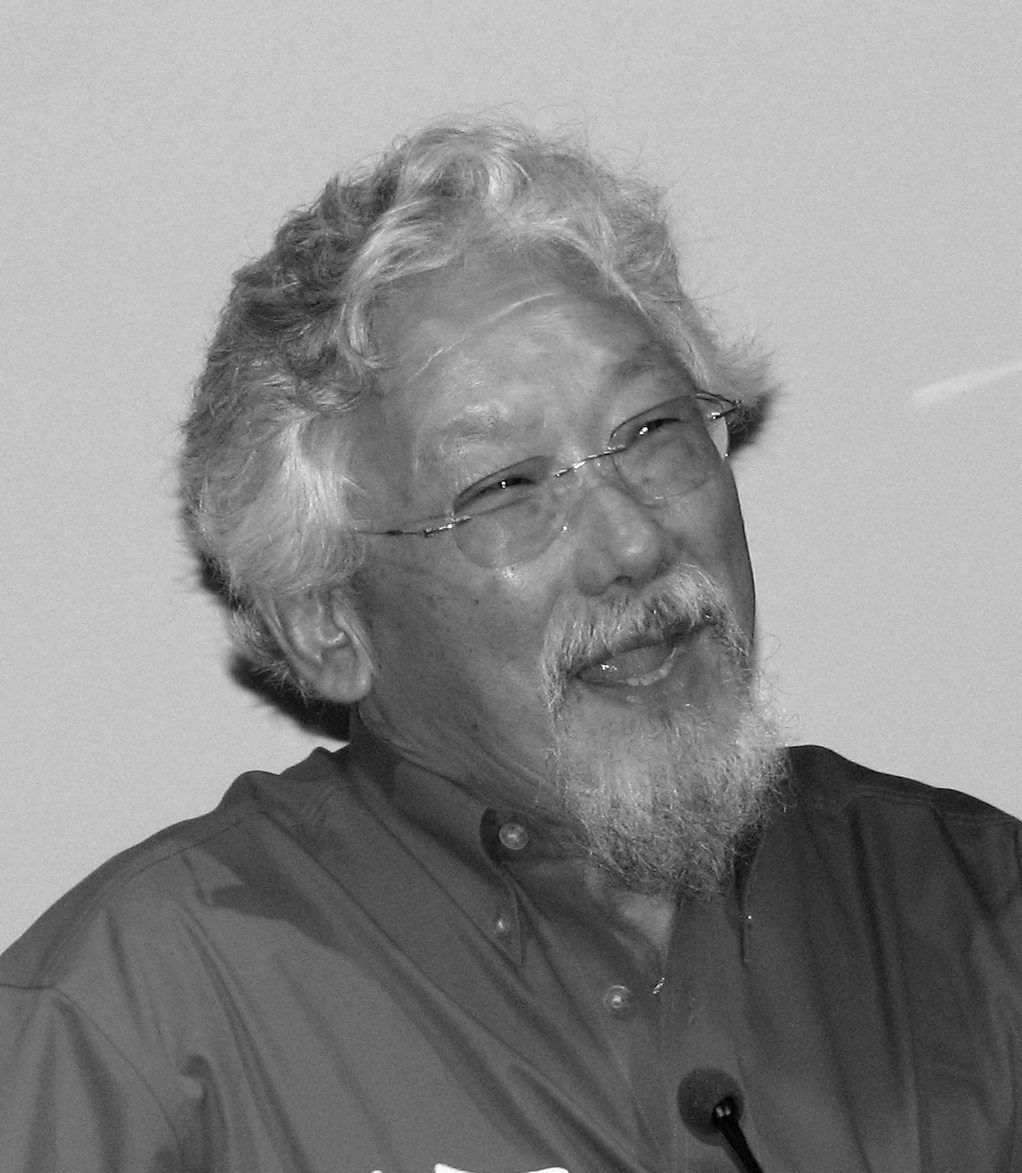
Suzuki em 2006

Suzuki começou na televisão em 1970 com um programa semanal para crianças, chamado Suzuki na Ciência. Em 1974, fundou o programa de rádio Quirks e quarks, apresentado pela Rádio CBC AM o precursor do CBC Radio One de 1975 a 1979. Ao longo da década de 1970, ele também organizou o programa Science Magazine, um programa semanal voltado para um público adulto.
Desde 1979, a Suzuki apresenta o programa A Natureza das Coisas, uma série da televisão CBC que foi ao ar em cerca de 50 países do mundo. Neste programa, o objetivo da Suzuki é estimular o interesse no mundo natural, apontar ameaças ao bem-estar humano e o habitat dos animais selvagens, e apresentar alternativas para alcançar uma sociedade mais sustentável. Suzuki tem sido um defensor proeminente das energias renováveis e fontes do caminho da energia soft.
Suzuki foi o anfitrião em 1993 da aclamada série pela crítica O Segredo da Vida. Sua série de sucesso de 1985, Planet for the Taking, tendo em média, mais de 1,8 milhões de telespectadores por episódio, ganhando a medalha do Programa das Nações Unidas para o Meio Ambiente. Sua perspectiva nesta série é resumida em sua declaração: "Nós temos um sentimento de importância da vastidão do espaço na nossa cultura e uma atitude que é ilimitado e, portanto, não precisamos nos preocupar." Ele conclui com um apelo para uma "mudança de percepção" importante na nossa relação com a natureza e o selvagem.
A série O Equilíbrio Sagrado, um livro publicado pela primeira vez em 1997 e, mais tarde transformado em uma mini-série de cinco horas na televisão pública canadense, foi transmitido em 2002. Suzuki está agora a tomar parte em uma campanha publicitária com o slogan "Você tem o poder", promovendo a conservação de energia através de alternativas domésticas diversas, tais como o uso de lâmpada fluorescente compacta.
Para o Discovery Channel,  Suzuki também produziu Yellowstone para Yukon: O Projeto Wildlands em 1997. O documentário baseado na conservação biológica, focado no Projeto Wildlands de Dave Foreman, que considera como criar corredores entre as ´´buffer-zones´´ em torno de reservas selvagens de grande porte como um meio para preservar a diversidade biológica. Foreman desenvolveu este projeto depois de deixar o Earth First! em 1990. Os biólogos da conservação Michael Soulé e Reed Noss também foram diretamente envolvidos.

## Ativismo Contra a Mudança Climática

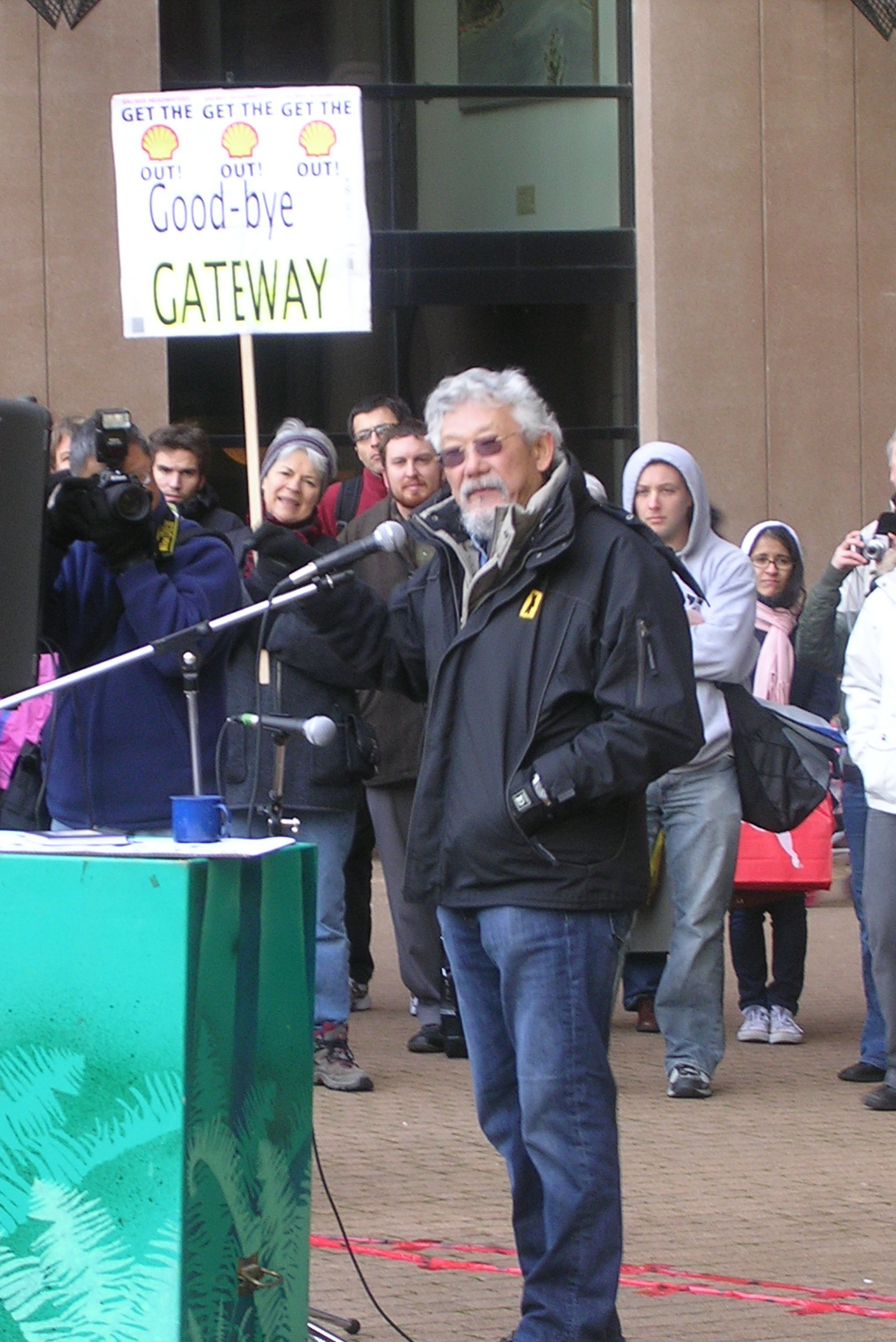
Em 2007 durante o evento Global Day of Action em Vancouver. O sinal ao fundo refere-se ao Greater Vancouver Gateway Program.

Nos últimos anos, Suzuki tem sido um forte porta-voz no movimento contra a mudança climática global, nem sempre sem controvérsia. Em fevereiro de 2008, ele pediu aos alunos da Universidade McGill para falar contra os políticos que não agem sobre as alterações climáticas, afirmando que “O que eu desafio você a fazer é colocar um grande esforço para tentar ver se há uma maneira legal de jogar os nossos assim-chamados líderes na cadeia, porque o que eles estão fazendo é um ato criminoso”.
Suzuki é inequívoco que a mudança climática é um problema muito real e urgente, que a "esmagadora maioria dos cientistas" agora concorda em dizer que a atividade humana é a responsável. O site da Fundação David Suzuki tem uma declaração clara sobre isso:
O debate não é mais em saber se "sim" ou "não" a mudança climática é real. Provas irrefutáveis em todo o mundo - incluindo eventos climáticos extremos, temperaturas recordes, degelo das geleiras e os níveis dos mares - apontam para o fato que a mudança climática está acontecendo agora e com uma taxa muito mais rápida do que se pensava.